# فدریکا دی کریسیو
فدریکا دی کریسیو (انگلیسی: Federica Di Criscio؛ زادهٔ ۱۲ مهٔ ۱۹۹۳) بازیکن فوتبال اهل ایتالیا است.
وی همچنین در تیم ملی فوتبال زنان ایتالیا بازی کرده‌است.